# Llista d'asteroides/166801-166900
| Nom      | Designació provisional | Data de descobriment   | Lloc de descobriment | Descobridor/s  |
| -------- | ---------------------- | ---------------------- | -------------------- | -------------- |
| 166801 - | 2002 VY57              | 6 de novembre de 2002  | Haleakala            | NEAT           |
| 166802 - | 2002 VG58              | 6 de novembre de 2002  | Haleakala            | NEAT           |
| 166803 - | 2002 VJ58              | 6 de novembre de 2002  | Haleakala            | NEAT           |
| 166804 - | 2002 VR64              | 7 de novembre de 2002  | Anderson Mesa        | LONEOS         |
| 166805 - | 2002 VZ64              | 7 de novembre de 2002  | Socorro              | LINEAR         |
| 166806 - | 2002 VP70              | 7 de novembre de 2002  | Socorro              | LINEAR         |
| 166807 - | 2002 VU74              | 7 de novembre de 2002  | Socorro              | LINEAR         |
| 166808 - | 2002 VS75              | 7 de novembre de 2002  | Socorro              | LINEAR         |
| 166809 - | 2002 VO76              | 7 de novembre de 2002  | Socorro              | LINEAR         |
| 166810 - | 2002 VT78              | 7 de novembre de 2002  | Socorro              | LINEAR         |
| 166811 - | 2002 VC81              | 7 de novembre de 2002  | Socorro              | LINEAR         |
| 166812 - | 2002 VU81              | 7 de novembre de 2002  | Socorro              | LINEAR         |
| 166813 - | 2002 VK82              | 7 de novembre de 2002  | Socorro              | LINEAR         |
| 166814 - | 2002 VA85              | 8 de novembre de 2002  | Socorro              | LINEAR         |
| 166815 - | 2002 VL85              | 8 de novembre de 2002  | Socorro              | LINEAR         |
| 166816 - | 2002 VO88              | 11 de novembre de 2002 | Anderson Mesa        | LONEOS         |
| 166817 - | 2002 VP91              | 11 de novembre de 2002 | Kitt Peak            | Spacewatch     |
| 166818 - | 2002 VS92              | 11 de novembre de 2002 | Socorro              | LINEAR         |
| 166819 - | 2002 VK93              | 11 de novembre de 2002 | Socorro              | LINEAR         |
| 166820 - | 2002 VX93              | 12 de novembre de 2002 | Socorro              | LINEAR         |
| 166821 - | 2002 VK94              | 12 de novembre de 2002 | Socorro              | LINEAR         |
| 166822 - | 2002 VV95              | 11 de novembre de 2002 | Anderson Mesa        | LONEOS         |
| 166823 - | 2002 VE96              | 11 de novembre de 2002 | Anderson Mesa        | LONEOS         |
| 166824 - | 2002 VH99              | 13 de novembre de 2002 | Socorro              | LINEAR         |
| 166825 - | 2002 VN100             | 11 de novembre de 2002 | Anderson Mesa        | LONEOS         |
| 166826 - | 2002 VV100             | 11 de novembre de 2002 | Anderson Mesa        | LONEOS         |
| 166827 - | 2002 VJ101             | 11 de novembre de 2002 | Socorro              | LINEAR         |
| 166828 - | 2002 VF104             | 12 de novembre de 2002 | Socorro              | LINEAR         |
| 166829 - | 2002 VR104             | 12 de novembre de 2002 | Socorro              | LINEAR         |
| 166830 - | 2002 VD107             | 12 de novembre de 2002 | Socorro              | LINEAR         |
| 166831 - | 2002 VV111             | 13 de novembre de 2002 | Palomar              | NEAT           |
| 166832 - | 2002 VU112             | 13 de novembre de 2002 | Palomar              | NEAT           |
| 166833 - | 2002 VD114             | 13 de novembre de 2002 | Palomar              | NEAT           |
| 166834 - | 2002 VA118             | 13 de novembre de 2002 | Socorro              | LINEAR         |
| 166835 - | 2002 VQ118             | 12 de novembre de 2002 | Anderson Mesa        | LONEOS         |
| 166836 - | 2002 VL119             | 12 de novembre de 2002 | Socorro              | LINEAR         |
| 166837 - | 2002 VS120             | 12 de novembre de 2002 | Palomar              | NEAT           |
| 166838 - | 2002 VY120             | 12 de novembre de 2002 | Palomar              | NEAT           |
| 166839 - | 2002 VD122             | 13 de novembre de 2002 | Palomar              | NEAT           |
| 166840 - | 2002 VT122             | 13 de novembre de 2002 | Palomar              | NEAT           |
| 166841 - | 2002 VX122             | 13 de novembre de 2002 | Palomar              | NEAT           |
| 166842 - | 2002 VS124             | 12 de novembre de 2002 | Socorro              | LINEAR         |
| 166843 - | 2002 VU124             | 12 de novembre de 2002 | Socorro              | LINEAR         |
| 166844 - | 2002 VR125             | 14 de novembre de 2002 | Socorro              | LINEAR         |
| 166845 - | 2002 VT125             | 14 de novembre de 2002 | Socorro              | LINEAR         |
| 166846 - | 2002 VL127             | 13 de novembre de 2002 | Socorro              | LINEAR         |
| 166847 - | 2002 VM127             | 13 de novembre de 2002 | Palomar              | NEAT           |
| 166848 - | 2002 VX140             | 12 de novembre de 2002 | Palomar              | NEAT           |
| 166849 - | 2002 WE3               | 24 de novembre de 2002 | Palomar              | NEAT           |
| 166850 - | 2002 WF3               | 24 de novembre de 2002 | Palomar              | NEAT           |
| 166851 - | 2002 WJ8               | 24 de novembre de 2002 | Palomar              | NEAT           |
| 166852 - | 2002 WE9               | 24 de novembre de 2002 | Palomar              | NEAT           |
| 166853 - | 2002 WZ10              | 25 de novembre de 2002 | Palomar              | NEAT           |
| 166854 - | 2002 WC11              | 25 de novembre de 2002 | Palomar              | NEAT           |
| 166855 - | 2002 WM20              | 27 de novembre de 2002 | Anderson Mesa        | LONEOS         |
| 166856 - | 2002 WC21              | 24 de novembre de 2002 | Palomar              | NEAT           |
| 166857 - | 2002 XE                | 1 de desembre de 2002  | Emerald Lane         | L. Ball        |
| 166858 - | 2002 XL                | 1 de desembre de 2002  | Socorro              | LINEAR         |
| 166859 - | 2002 XH1               | 1 de desembre de 2002  | Socorro              | LINEAR         |
| 166860 - | 2002 XN7               | 2 de desembre de 2002  | Socorro              | LINEAR         |
| 166861 - | 2002 XB16              | 3 de desembre de 2002  | Palomar              | NEAT           |
| 166862 - | 2002 XR19              | 2 de desembre de 2002  | Socorro              | LINEAR         |
| 166863 - | 2002 XM29              | 5 de desembre de 2002  | Palomar              | NEAT           |
| 166864 - | 2002 XP29              | 5 de desembre de 2002  | Palomar              | NEAT           |
| 166865 - | 2002 XT34              | 6 de desembre de 2002  | Socorro              | LINEAR         |
| 166866 - | 2002 XO37              | 6 de desembre de 2002  | Socorro              | LINEAR         |
| 166867 - | 2002 XH38              | 6 de desembre de 2002  | Socorro              | LINEAR         |
| 166868 - | 2002 XN43              | 6 de desembre de 2002  | Socorro              | LINEAR         |
| 166869 - | 2002 XJ47              | 9 de desembre de 2002  | Kitt Peak            | Spacewatch     |
| 166870 - | 2002 XT47              | 10 de desembre de 2002 | Socorro              | LINEAR         |
| 166871 - | 2002 XG48              | 10 de desembre de 2002 | Socorro              | LINEAR         |
| 166872 - | 2002 XP50              | 10 de desembre de 2002 | Socorro              | LINEAR         |
| 166873 - | 2002 XB51              | 10 de desembre de 2002 | Socorro              | LINEAR         |
| 166874 - | 2002 XT55              | 10 de desembre de 2002 | Palomar              | NEAT           |
| 166875 - | 2002 XH60              | 10 de desembre de 2002 | Socorro              | LINEAR         |
| 166876 - | 2002 XS60              | 10 de desembre de 2002 | Socorro              | LINEAR         |
| 166877 - | 2002 XG61              | 10 de desembre de 2002 | Socorro              | LINEAR         |
| 166878 - | 2002 XV78              | 11 de desembre de 2002 | Socorro              | LINEAR         |
| 166879 - | 2002 XA82              | 11 de desembre de 2002 | Palomar              | NEAT           |
| 166880 - | 2002 XD83              | 13 de desembre de 2002 | Socorro              | LINEAR         |
| 166881 - | 2002 XG88              | 12 de desembre de 2002 | Palomar              | NEAT           |
| 166882 - | 2002 XA90              | 14 de desembre de 2002 | Socorro              | LINEAR         |
| 166883 - | 2002 XJ90              | 14 de desembre de 2002 | Socorro              | LINEAR         |
| 166884 - | 2002 XJ102             | 5 de desembre de 2002  | Socorro              | LINEAR         |
| 166885 - | 2002 YS2               | 28 de desembre de 2002 | Nashville            | R. Clingan     |
| 166886 - | 2002 YB3               | 25 de desembre de 2002 | Piszkéstető          | Piszkéstető    |
| 166887 - | 2002 YN3               | 28 de desembre de 2002 | Socorro              | LINEAR         |
| 166888 - | 2002 YY6               | 28 de desembre de 2002 | Kitt Peak            | Spacewatch     |
| 166889 - | 2002 YR16              | 31 de desembre de 2002 | Socorro              | LINEAR         |
| 166890 - | 2002 YA17              | 31 de desembre de 2002 | Socorro              | LINEAR         |
| 166891 - | 2002 YS22              | 31 de desembre de 2002 | Socorro              | LINEAR         |
| 166892 - | 2002 YY23              | 31 de desembre de 2002 | Socorro              | LINEAR         |
| 166893 - | 2002 YW26              | 31 de desembre de 2002 | Socorro              | LINEAR         |
| 166894 - | 2002 YO32              | 27 de desembre de 2002 | Palomar              | NEAT           |
| 166895 - | 2002 YD35              | 31 de desembre de 2002 | Socorro              | LINEAR         |
| 166896 - | 2003 AV1               | 2 de gener de 2003     | Socorro              | LINEAR         |
| 166897 - | 2003 AD2               | 2 de gener de 2003     | Socorro              | LINEAR         |
| 166898 - | 2003 AQ2               | 2 de gener de 2003     | Socorro              | LINEAR         |
| 166899 - | 2003 AT4               | 1 de gener de 2003     | Kingsnake            | J. V. McClusky |
| 166900 - | 2003 AJ7               | 2 de gener de 2003     | Socorro              | LINEAR         |